# Gyeonggi-do (période coloniale japonaise)
1910–1945
Entités précédentes :
- Période Joseon
Gyeonggi-do

Entités suivantes :
- Corée du Sud
Gyeonggi-do
Ville spéciale de Séoul
Ville métropolitaine d'Incheon
- Corée du Nord
Ville spéciale de Kaesŏng

Gyeonggi-do (en coréen : 경기도 ; hanja : 京畿道), était une province de la Corée sous domination japonaise. Sa capitale était Gyeongseong (Séoul). La province comprenant l'actuelle province de Gyeonggi, la ville spéciale de Séoul et la ville métropolitaine d'Incheon en Corée du Sud  ainsi que la ville spéciale de Kaesong en Corée du Nord.

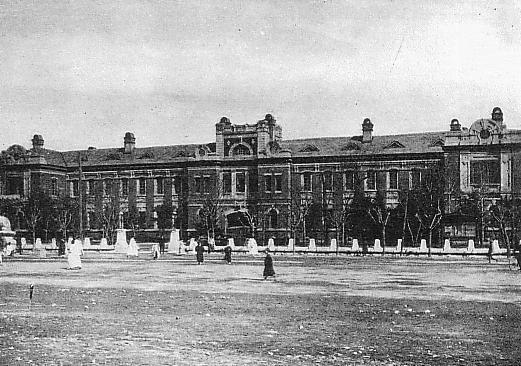
Bureau provincial de Keiki

## Population
| Année | Population |
| ----- | ---------- |
| 1925  | 1 889 899  |
| 1930  | 2 004 012  |
| 1940  | 2 668 119  |
| 1944  | 2 886 643  |

- Population totale : 2 392 296 personnes
  - Japonais : 153 723 personnes
  - Coréens : 2 225 379 personnes
  - Autres : 13 194 personnes

## Divisions administratives
La liste suivante est basée sur les divisions administratives de 1945 :

### Villes
- Keijō (京城府) - (capital) alias Gyeongseong (경성), aujourd'hui Séoul.

| nom japonais            | nom coréen                 |
| ----------------------- | -------------------------- |
| Eitōho-ku (永登浦区)    | Yeongdeungpo-gu (영등포구) |
| Jōtō-ku (城東区)        | Seongdong-gu (성동구)      |
| Shōro-ku (鐘路区)       | Jongno-gu (종로구)         |
| Seidaimon-ku (西大門区) | Seodaemun-gu (서대문구)    |
| Chū-ku (中区)           | Jung-gu (중구)             |
| Tōdaimon-ku (東大門区)  | Dongdaemun-gu (동대문구)   |
| Ryūzan-ku (龍山区)      | Yongsan-gu (용산구)        |
| Maho-ku (麻浦区)        | Mapo-gu (마포구)           |

Emblème de Jinsen

Emblème de Kaijō

- Jinsen (仁川府) : Incheon ( 인천부). actuelle ville métropolitaine d'Incheon.
- Kaijō (開城府) : Kaesŏng (개성부). actuelle ville spéciale de Kaesŏng.

### Villes et villages
Voici les villes et villages de chaque district :
 
- Kōyō (高陽) : Goyang (고양). Actuellement la ville de Goyang, le district de Mapo et le district de Eunpyeong dans la ville spéciale de Séoul.
- Kōshū (廣州) : Gwangju (광주). Actuellement la ville de Gwangju, la ville de Seongnam, la ville de Hanam, le district de Gangnam, le district de Seocho, le district de Songpa et le district de Gangdong dans la ville spéciale de Séoul.
- Yōshū (楊州) : Yangju (양주). Actuellement la ville de Yangju, la ville de Dongducheon, la ville de Uijeongbu, la ville de Guri, la ville de Namyangju, le district de Seongbuk, le district de Gangbuk, le district de Dobong, le district de Nowon, le district de Jungnang et le district de Gwangjin dans la ville spéciale de Séoul.
- Rensen (漣川) : Yeoncheon (연천).
- Hōsen (抱川) : Pocheon (포천).
- Kahei (加平) : Gapyeong (가평).
- Yōhei (楊平) : Yangpyeong (양평).
- Reishū (驪州) : Yeoju (여주).
- Risen (利川) : Icheon (이천).
- Ryūjin (龍仁) : Yongin (용인).
- Anjō (安城) : Anseong (안성).
- Heitaku (平澤) : Pyeongtaek (평택).
- Suigen (水原) : Suwon (수원). Actuellement la ville de Suwon, la ville de Osan et la ville de Hwaseong.
- Shikō (始興) : Siheung (시흥). Actuellement la ville de Siheung, la ville de Gwangmyeong, la ville de Ansan, la ville de Anyang, la ville de Gunpo, la ville de Uiwang, la ville de Gwacheon, le district de Dongjak, le district de Gwanak, le district de Guro, le district de Geumcheon dans la ville spéciale de Séoul.
- Fusen (富川) : Bucheon (부천). Actuellement la ville de Bucheon, le district de Bupyeong, le district de Namdong, le district de Yeonsu dans la ville métropolitaine d'Incheon, le district de Guro dans la ville spéciale de Séoul.
- Kinpo (金浦) : Gimpo (김포). Actuellement la ville de Gimpo, le district de Gyeyang, le district de Seo dans la ville métropolitaine d'Incheon, le district de Yangcheon et le district de Gangseo dans la ville spéciale de Séoul.
- Kōka (江華) : Ganghwa (강화).
- Hashū (坡州) : Paju (파주).
- Chōtan (長湍) : Jangdan (장단).
- Kaihō (開豊) : Kaepung (개풍). Actuellement la ville spéciale de Kaesŏng.

## Gouverneurs de province
Les personnes suivantes étaient ministres provinciaux avant août 1919. Ce titre a ensuite été changé pour celui de gouverneur.
| Nationalité | Nom                 | Nom en kanji | Début du mandat   | Fin du mandat     | Remarques                           |
| ----------- | ------------------- | ------------ | ----------------- | ----------------- | ----------------------------------- |
| Japonais    | Higaki Naosuke      | 檜垣 直右    | 1 octobre 1910    | 28 mars 1916      | Ministre provincial                 |
| Japonais    | Matsunaga Takekichi | 松永 武吉    | 28 mars 1916      | 26 septembre 1919 | Ministre provincial avant août 1919 |
| Japonais    | Kudō Eiichi         | 工藤 英一    | 26 septembre 1919 | 24 février 1923   |                                     |
| Japonais    | Takizane Akiho      | 時實 秋穗    | 24 février 1923   | 8 mars 1926       |                                     |
| Japonais    | Yoneda Jintarō      | 米田 甚太郞  | 8 mars 1926       | 21 janvier 1929   |                                     |
| Japonais    | Watanabe Shinobu    | 渡邊 忍      | 21 janvier 1929   | 23 septembre 1931 |                                     |
| Japonais    | Matsumoto Makoto    | 松本 誠      | 23 septembre 1931 | 5 novembre 1934   |                                     |
| Japonais    | Tominaga Bun'ichi   | 富永 文一    | 5 novembre 1934   | 21 mai 1936       |                                     |
| Japonais    | Seiichirō Yasui     | 安井 誠一郞  | 21 mai 1936       | 16 octobre 1936   |                                     |
| Japonais    | Yunomura Tatsujirō  | 湯村 辰二郎  | 16 octobre 1936   | 3 juillet 1937    |                                     |
| Japonais    | Kanja Yoshikuni     | 甘蔗 義邦    | 3 juillet 1937    | 30 mai 1940       |                                     |
| Japonais    | Suzukawa Toshio     | 鈴川 壽男    | 30 mai 1940       | 19 novembre 1941  |                                     |
| Japonais    | Matsuzawa Tatsuo    | 松沢 龍雄    | 19 novembre 1941  | 7 avril 1942      |                                     |
| Japonais    | Tange Ikutarō       | 丹下 郁太郎  | 7 avril 1942      | 2 juin 1942       |                                     |
| Japonais    | Kō Yasuhiko         | 高 安彦      | 2 juin 1942       | 1 décembre 1943   |                                     |
| Japonais    | Seto Michikazu      | 瀬戸 道一    | 1 décembre 1943   | 16 juin 1945      |                                     |
| Japonais    | Ikuta Kiyosaburō    | 生田 清三郎  | 16 juin 1945      | 15 août 1945      | Indépendance de la Corée            |